# Tony Waiters
Pour les articles homonymes, voir Waiters.
Tony Waiters est un footballeur anglais né le 1er février 1937 à Southport (Angleterre) et mort le 10 novembre 2020 qui évoluait au poste de gardien de but, notamment au Blackpool Football Club et en équipe d'Angleterre.
Waiters n'a marqué aucun but lors de ses cinq sélections avec l'équipe d'Angleterre en 1964. 
Il est ensuite sélectionneur de l'équipe du Canada de soccer de 1981 à 1986 et en 1990, dirigeant celle-ci lors de sa participation à la Coupe du monde de football de 1986.

## Carrière de joueur
- 1957-1958 : Bishop Auckland FC
- 1958 : Macclesfield Town
- 1959-1967 : Blackpool Football Club
- 1970-1972 : Burnley Football Club [2]

### Palmarès

#### En équipe nationale
- 5 sélections et 0 but avec l'équipe d'Angleterre en 1964.

## Carrière d'entraîneur
- 1972-1976 : Plymouth Argyle
- 1977-1979 : Whitecaps de Vancouver
- 1981-1986 :  Canada
- 1990-1991 :  Canada

### Palmarès

#### Canada
- Vainqueur de la Gold Cup en 1985.
- Participation à la Coupe du monde de football de 1986.